# Legislativul Teritoriului Arizona
Legislativul Teritoriului Arizona (în original, [The] Arizona Territorial Legislature), fusese corpul legislativ al Teritoriului Arizona, constând din o legislatură bicamerală, ce avusese o cameră inferioară Camera Reprezentanților a Legislativului Teritoriului Arizona (în original, [The] House of Representatives, pe scurt Camera) și una superioară, Consiliul Legislativului Teritoriului Arizona (pe scurt, Consiliul).

## Istoric
Creată inițial printr-un document numit Arizona Organic Act, componența inițială a legislativului consta din nouă membri ai Consiliului și optsprezece ai Camerei.   inițial, durata unei legislaturi era anuală, dar acest lucru s-a modificat atunci când Congresul Statelor Unite a intervenit în 1869, modificând durata unei sesiuni a legislaturii la doi ani.   În anul 1881, numărul membrilor a fost extins la douăsprezece persoane pentru Consiliu și douăzeci și patru pentru Camera Reprezentativilor. 

## Sesiuni ale Legislativului Teritoriului Arizona
| Număr | An   | Localizare Localitate |
| ----- | ---- | --------------------- |
| 01.   | 1864 | Prescott              |
| 02.   | 1865 | Prescott              |
| 02.   | 1866 | Prescott              |
| 04.   | 1867 | Prescott              |
| 05.   | 1868 | Tucson                |
| 06.   | 1871 | Tucson                |
| 07.   | 1873 | Tucson                |
| 08.   | 1875 | Tucson                |
| 09.   | 1877 | Tucson                |
| 10.   | 1879 | Prescott              |
| 11.   | 1881 | Prescott              |
| 12.   | 1883 | Prescott              |
| 13.   | 1885 | Prescott              |
| 14.   | 1887 | Prescott              |
| 15.   | 1889 | Prescott - Phoenix    |
| 16.   | 1891 | Phoenix               |
| 17.   | 1893 | Phoenix               |
| 18.   | 1895 | Phoenix               |
| 19.   | 1897 | Phoenix               |
| 20.   | 1899 | Phoenix               |
| 21.   | 1901 | Prescott              |
| 22.   | 1903 | Phoenix               |
| 23.   | 1905 | Phoenix               |
| 24.   | 1907 | Phoenix               |
| 25.   | 1909 | Phoenix               |